# Ukáž tú tvoju ZOO
Ukáž tu tvoju ZOO je název studiového alba skupiny z Nitry Horkýže Slíže. Název kapely znamená ve slovenštině Kdeže nudle.

## Seznam skladeb
1. „Já žeru kvítí“
2. „R n´B soul“
3. „Komisár Rex“
4. „Silný refrén“
5. „Intro“
6. „Bernardín“
7. „Cavalera“
8. „Ukáž tu tvoju ZOO“
9. „Fakty“
10. „Motorkárska“
11. „Mao c Tung“
12. „Striptérka“
13. „Emanuel Bacigala“
14. „Život“
15. „Líza a Wendy“

### Bonusy
1. „Haji,haji“
2. „Yellow bager“
3. „Nebolo to zlé“